# フルノシステムズ
株式会社フルノシステムズ（英: FURUNO SYSTEMS Co.,Ltd.）は、主に無線LANのアクセスポイントとハンディターミナル、関連のソフトウェア・アクセサリなどを開発・発売するメーカー。1984年10月に古野電気株式会社の新規事業の一環として、情報端末機器およびシステムの企画・開発・販売を目的に設立され、現在に至る。

## 概要
日本初の無線ハンディターミナルを開発して以来、ワイヤレス一筋で製品の開発を行っている。現在の主要な事業は無線ハンディターミナル事業と無線LAN事業の2種類。
無線ハンディターミナルの導入実績は、物流業界をはじめ、卸業、流通業、製造業、病院、自治体など5000サイト以上。商品データをリアルタイムに無線でやりとりし、モノの情報化や業務支援を実現する無線ハンディターミナルやミドルウェアを提供している。
無線LAN事業では、アクセスポイントと無線ネットワーク管理システムを通じ、高速、省エネ、高セキュリティの業務用無線LANの導入をサポート。対象は学校、自治体、病院、商業施設、倉庫、企業、イベント会場などで、特にICT教育を支えるITインフラの構築に力を入れており、全国47都道府県の教育委員会で導入されている。
自社イベントとして無線LANに関するビジネスセミナー「Wireless Navi（ワイヤレスナビ＝通称ワイナビ）」を10年以上開催する実績を持つ。

## 沿革
（この節の出典：）
- 1984年（昭和59年） - 船舶用電子機器メーカーの古野電気から独立して創業。

- 1986年（昭和61年） - ハンディターミナル「PI-55リブラ」発売。読み取ったデータを内部に蓄積できるよう、ハガキサイズながら、業務用PCの4～5倍のメモリ容量を搭載。

- 1996年（平成8年） - 日本初の無線ハンディターミナル「PI-82SS」発売。無線LAN内蔵による落下時の衝撃やバッテリー消費などの課題を克服したモデル。

- 1999年（平成11年） - ハンディターミナル「PI-11000」発売。

- 2000年（平成12年） - 古野電気と事業統合。古野電気のハードウェア開発部隊がフルノシステムズのハンディターミナル事業に合流。アクセスポイントの自社開発も開始。

- 2001年（平成13年） - 「finpad」ブランド初のモデル「finpad 200i」発売。顧客のプログラム開発負担を軽減するミドルウェア「MORS（モールス） Enterprise」発売。

- 2004年（平成16年） - 会社創立20周年。通信ミドルウェア「MORS Evolution」発売。

- 2006年（平成18年） - 「アクセスポイントACERA（アセラ）」の単体発売開始。アクセスポイントの集中管理を可能にするソフトウェア「無線ネットワーク管理システムUNIFAS（ユニファス）」発売。

- 2011年（平成23年） - いつでもどこでも無線LAN環境をレンタルで提供する、国内初の「無線LANケータリングサービス」を開始[7]。ソフトウェア「WARP Compact」発売。

- 2012年（平成24年） - ネット回線がなくても無線LANでスマホにコンテンツを配信できるプラットフォーム「エアサイネージ」を開発[8]。ビジネス変革を推進するネットワーク＆ロジスティクスをテーマにしたセミナー＆展示会「Wireless Navi」を初開催[9]。ハンディターミナル「finpad smart / finpad smart 2D」、ソフトウェア「Fstart EasyTool」「Fstart 5250」発売。

- 2013年（平成25年） - ソフトウェア「クラウド無線LAN対応UNIFAS」発売。

- 2017年（平成29年） - 802.11ac Wave2対応の無線LANアクセスポイント「ACERA 1110」、タブレットのカメラ映像などを各教室にライブ配信できる「一斉放送システム」[10]、災害時にワンタッチでWi-Fi環境を切り替え可能な「防災Wi-Fiソリューション」[11]発売。

- 2018年（平成30年） -「エアサイネージ2」発売。

- 2019年（平成31年/令和元年） - 会社創立35周年。4K動画再生に対応した「ACERA 1150w」、iPadの画面を大型モニターに投影できる「ACERA 1150i」という2種類の動画対応アクセスポイントを発売。マネージド・スイッチ「ACERA 9010-08/24」発売。

- 2020年（令和2年） - クラウドWi-Fiサービス「ACERA Connect」の提供開始[12]。

- 2021年（令和3年） - SaaS型無線ネットワーク管理システム「UNIFASクラウド」の提供開始[13]。

- 2022年（令和4年） - Wi-Fiの新規格 「IEEE802.11ah」 認可に伴う国内初の技術基準適合証明を取得[14]。新規格搭載のIoTゲートウェイ対応11ahアクセスポイント「ACERA 330」を開発。

## 主な製品・サービス

### 無線LAN製品（ACERAシリーズ）
- アクセスポイント

- マネージド・スイッチ

### クラウドWi-Fiサービス
- ACERA Connect

### 無線ネットワーク管理システム
- UNIFAS

- UNIFASクラウド

### Wi-Fiソリューション
- 新・一斉放送システム

- UNIFAS × Soliton OneGate New

- 防災Wi-Fiソリューション

- エアサイネージ2

- リゾート＆ホテル×無線LAN

- 無線LANケータリングサービス

### ハンディターミナル
- 無線モデル（finpadシリーズ）

- 有線モデル（PIシリーズ）

## 事業所
- 東京本社 - 東京都墨田区両国3-25-5 JEI両国ビル

- 関西支社 - 兵庫県西宮市芦原町9-52

- 名古屋営業所 - 名古屋市中区栄2-3-31 CK22キリン広小路ビル

- 九州営業所 - 福岡市博多区博多駅前4-9-2 八百治センタービル

- サービスセンター - 兵庫県西宮市芦原町9-52